# Légpuska

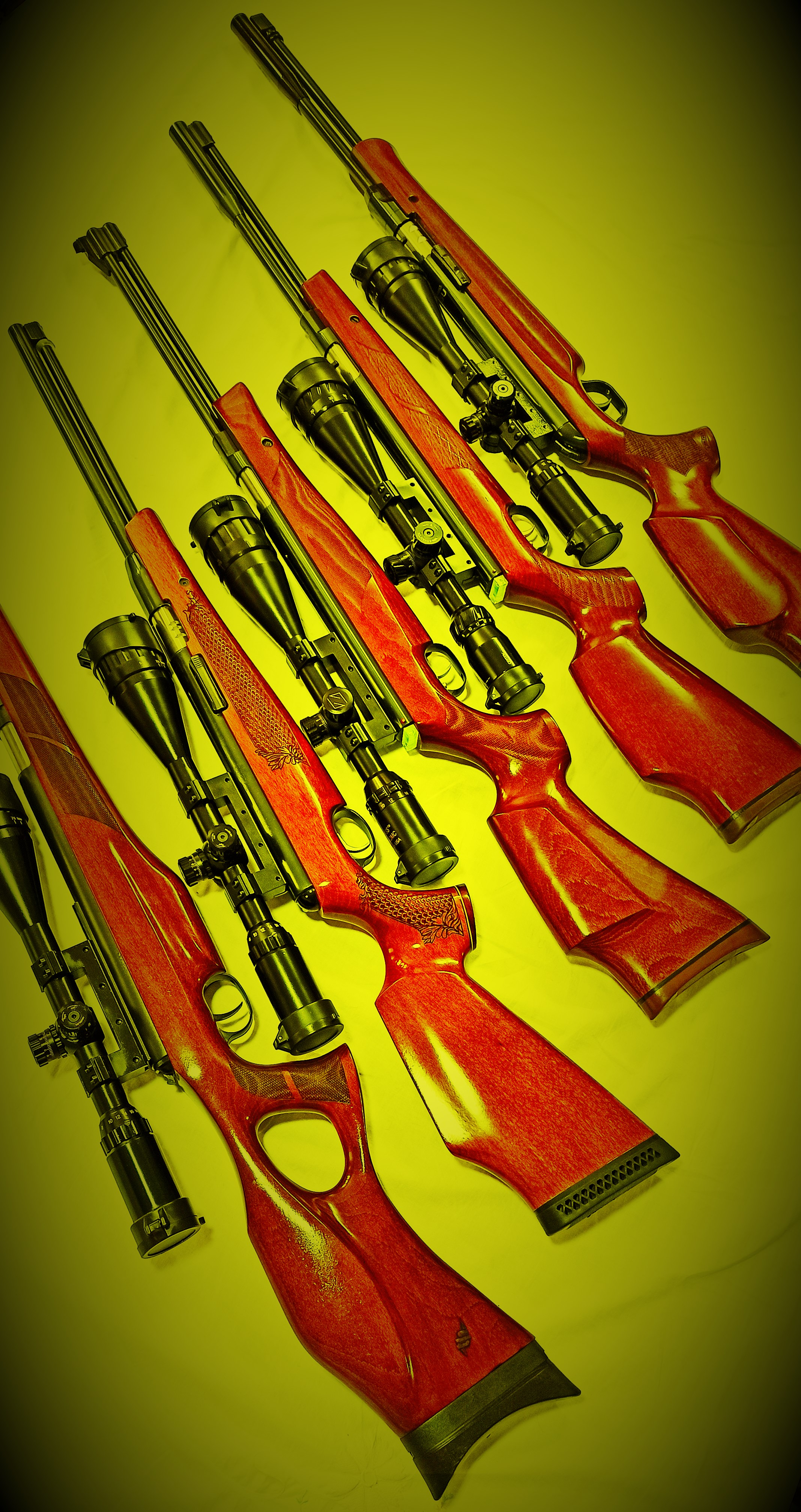
Légpuskák

A légpuska esetében a lövedéket sűrített levegő vagy szén-dioxid repíti ki a csőből. Az előbbi lehet előre sűrített levegő (PCP fegyvereknél), vagy a lövés előtt sűrített levegő (rugós vagy gázrugós légpuska). Szén-dioxiddal működő légfegyverek esetében a hajtógáz egy patronban található. 
A hadtörténelem  rendszerbe állított első ismétlőpuskája a Girandoni-szélpuska volt, mely maga is légpuska.

## Magyar gyártmányú légpuskák
- LP-11
- LP-22
- Fég LP 14
- Fég LG 14
- Fég LG 15
- Fég LG 422
- Fég LG 427
- Fég LG 429
- Fég LG 527
- Fég CLG 62. (Co2)

## Története
A légpuskák a legrégebbi pneumetikus technológiát képviselik. A legrégebbi mechanikus légfegyver körülbelül 1580-ból származik, és a stockholmi Livrustkammaren Múzeumban található. A legtöbb történész ezt tekinti a modern légfegyver elődjének.
A 17-19. században a .30 és .51 kaliberű légpuskákat nagyvadak, szarvasok és vaddisznók vadászatára használták. Ezeket a légpuskákat egy légtartály feltöltésére szolgáló szivattyú segítségével töltötték fel. A töltények 200-300 m/s sebességet haladtak. Háborúkban is használták őket, a legelismertebb a Girandoni légpuska.

Az akkori kezdetleges lőfegyverekhez képest nagy előnyökkel rendelkeztek. A légpuskák például nedves időben és esőben is elsüthetőek voltak (ellentétben a kanócos- és a kovás puskákkal), és sokkal gyorsabban elsültek, mint a torkolattöltős fegyverek, ráadásul csendesebbek voltak, mint egy hasonló kaliberű lőfegyver. Ezen felül nem volt torkolattüzük, és füstmentesek voltak. Így nem árulták el a lövész helyzetét, és nem takarták el a lövész látását, ellentétben a 18. és 19. századi, puskaporral működő puskákkal.